# Scyliorhinus stellaris
Grande roussette
Espèce
Répartition géographique
Statut de conservation UICN

 VU  : Vulnérable
Synonymes
- Squalus stellaris Linnaeus, 1758

La grande roussette (Scyliorhinus stellaris) est une espèce de requins présente sur la côte Atlantique de l'Europe et de l'Afrique et en Méditerranée.

## Description et caractéristiques
C'est une grosse roussette (le plus grand requin de ce groupe), qui peut atteindre jusqu'à 2 m de long. On la reconnaît aux nombreuses taches noires qui forment un motif de guépard sur le dessus du corps, à ses ouvertures nasales très visibles et détachées, à son museau court et arrondi et à ses ailerons dorsaux placés très en arrière sur le corps. 

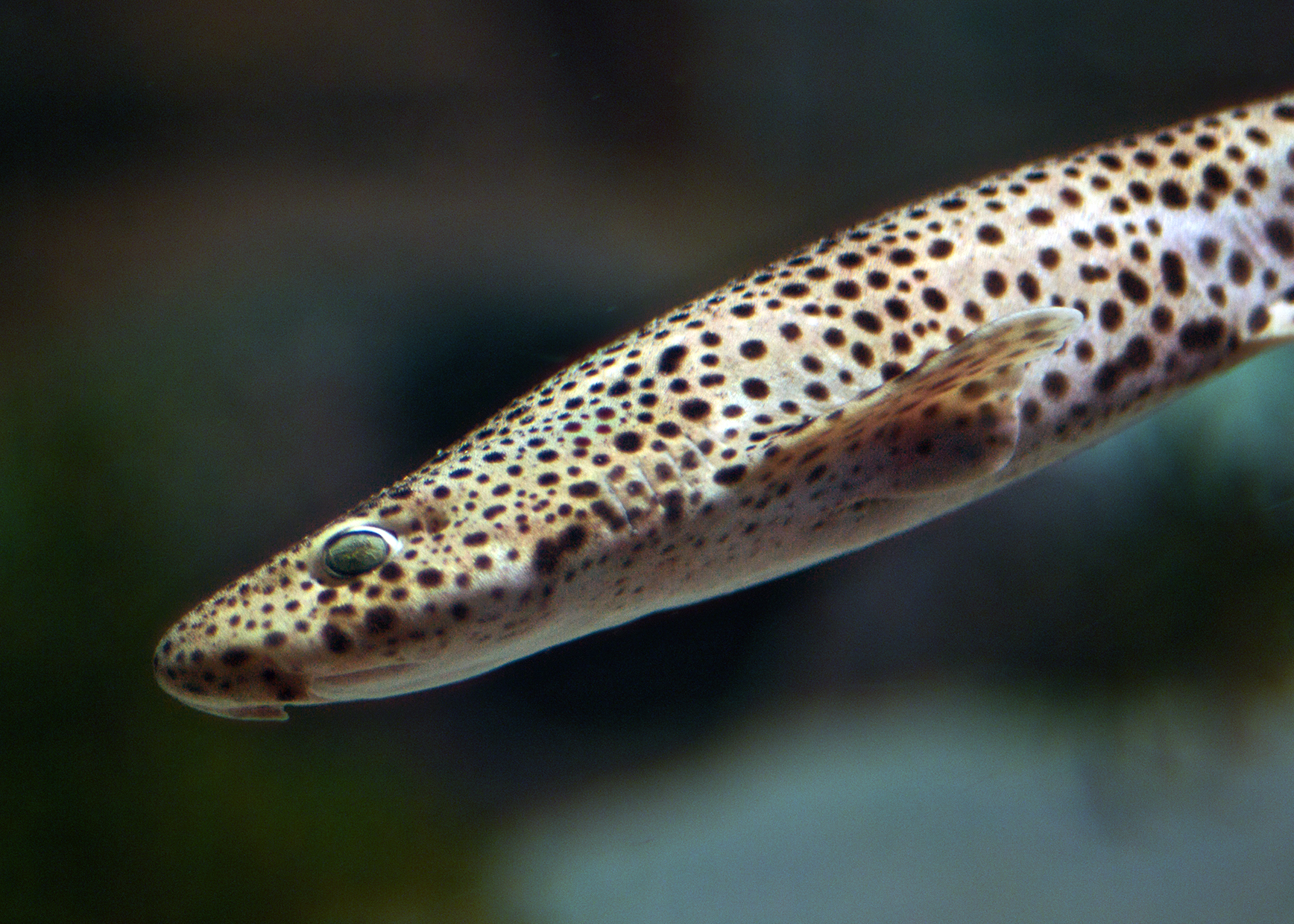
Tête
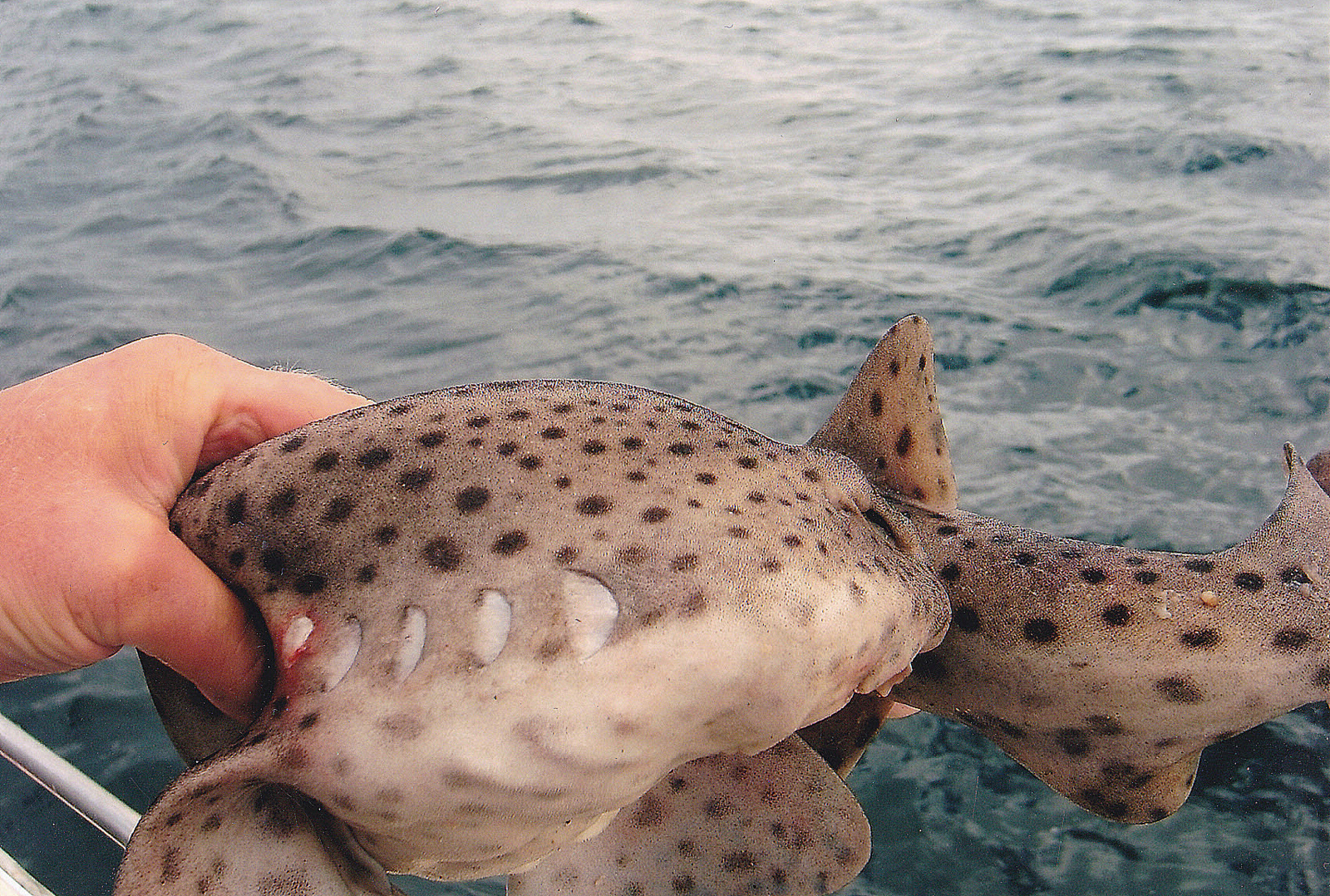
Détail de la peau
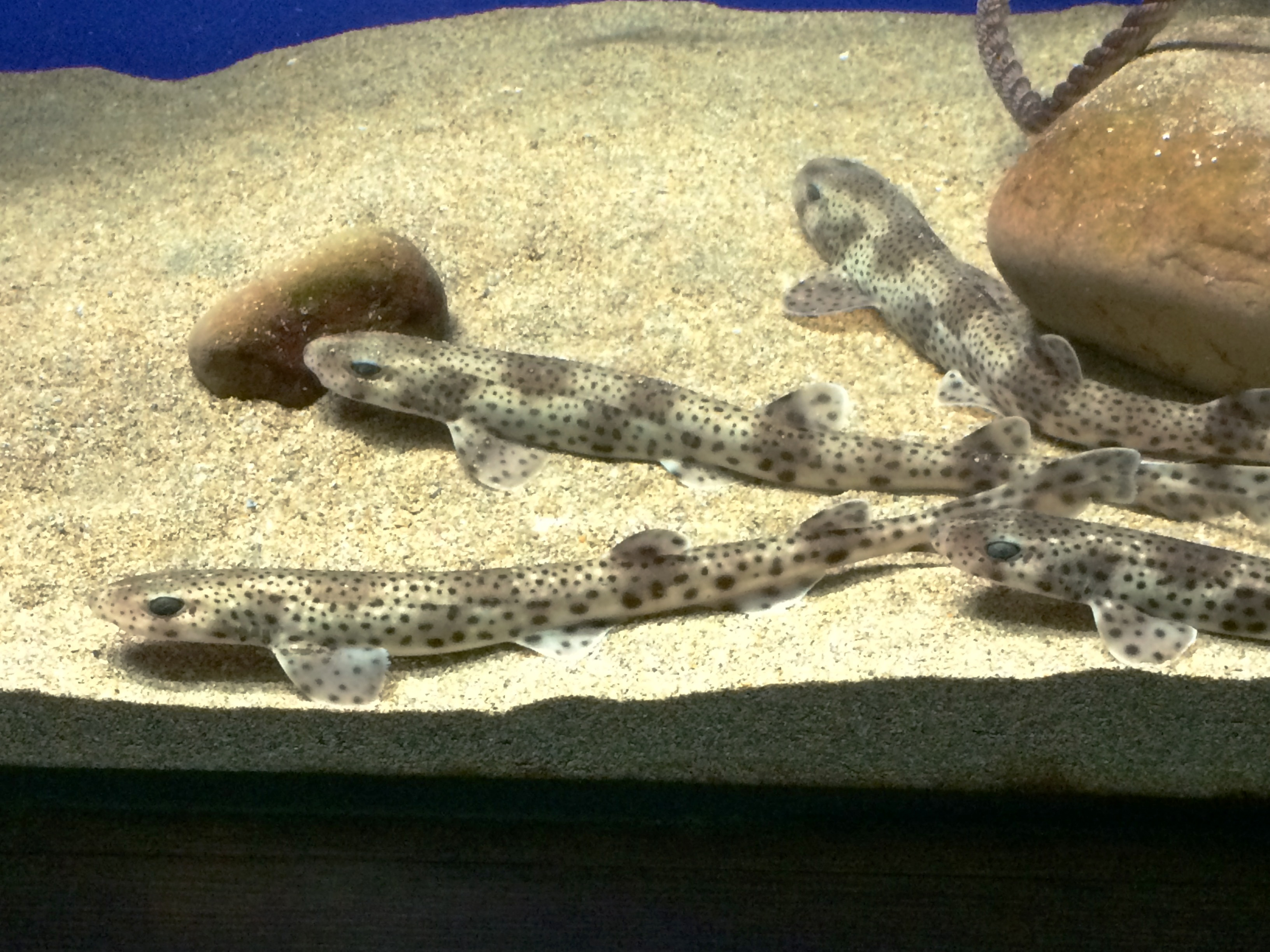
Juvéniles en aquarium
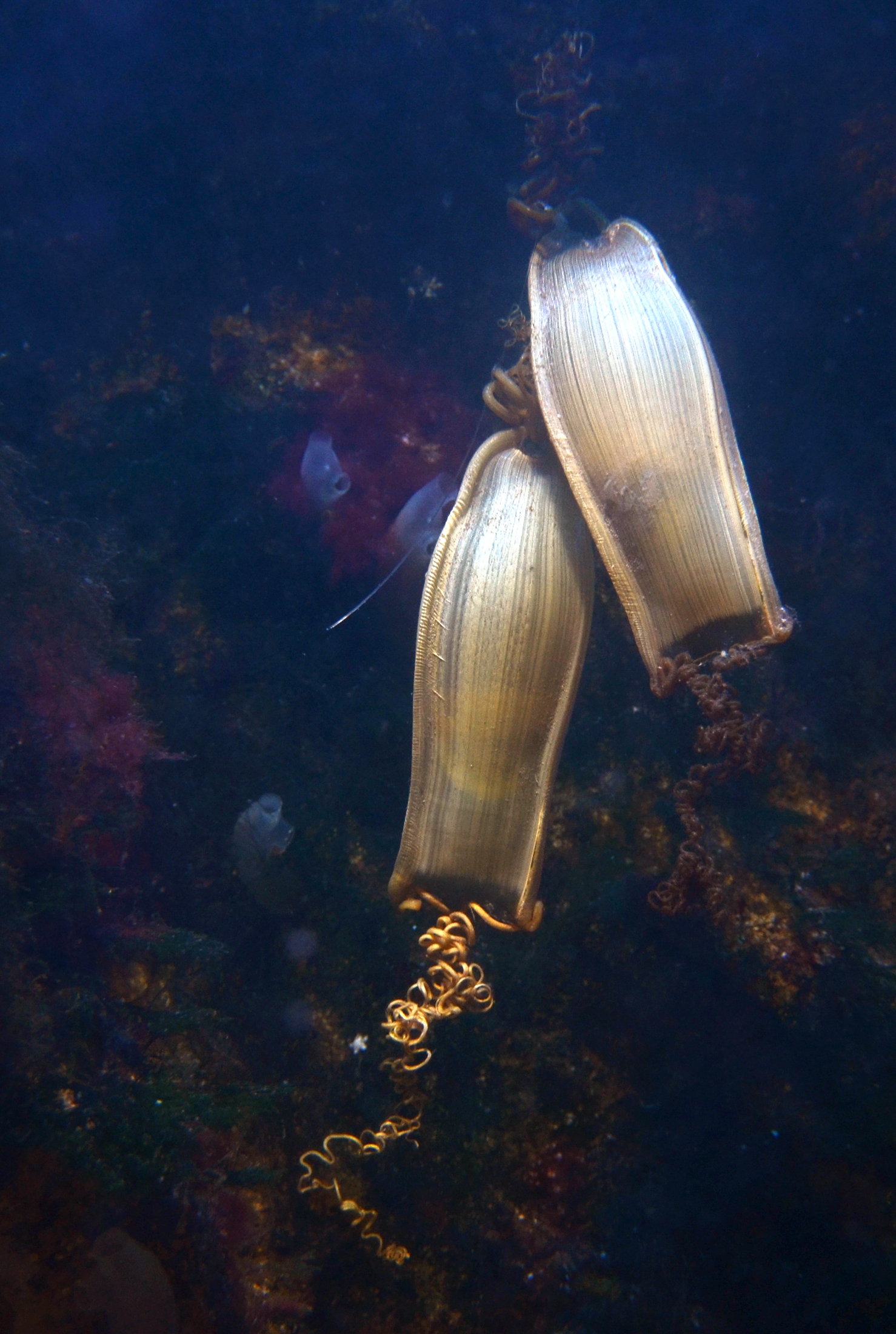
Ponte
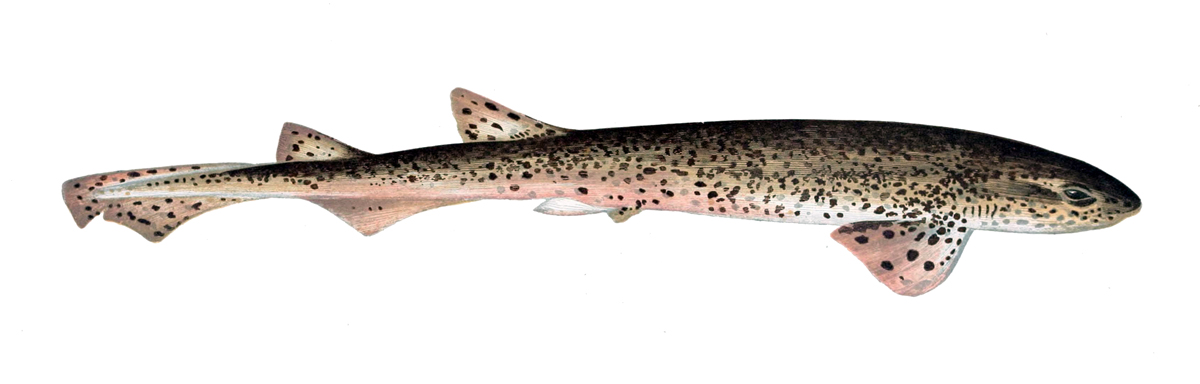
Dessin

## Habitat et répartition
On trouve cette roussette dans toutes les mers qui entourent la France et l'Europe (Méditerranée, Atlantique nord-est, Manche, Mer du Nord). Elle vit entre la surface et une centaine de mètres de profondeur, mais est active surtout la nuit, ce qui limite ses rencontres avec l'homme.